# France-Géorgie en rugby à XV
Cet article retrace les confrontations entre l'équipe de France de rugby à XV et l'équipe de Géorgie de rugby à XV.

## Historique
Les deux équipes ne se sont affrontées pour la première fois qu'en 2007, dans le cadre de la Coupe du monde ; la France l'a emporté largement sur le score de 64 à 7.
En février 2018, les fédérations française et géorgienne signent un accord de coopération, notamment en raison du nombre important de joueurs géorgiens évoluant dans les championnats français. Sur la scène internationale, il débouche tout d'abord sur l'organisation à Tbilissi d'une rencontre entre les Barbarians français et l'équipe nationale géorgienne. Des échanges réguliers ont depuis lieu entre les techniciens des deux fédérations.

## Confrontations
| No | Date              | Lieu                                | Match            | Score   | Compétition              |
| -- | ----------------- | ----------------------------------- | ---------------- | ------- | ------------------------ |
| 1  | 30 septembre 2007 | Stade Vélodrome, Marseille, France  | France – Géorgie | 64 – 7  | Coupe du monde (poule D) |
| 2  | 14 novembre 2021  | Matmut Atlantique, Bordeaux, France | France – Géorgie | 41 – 15 | Test match               |